# Speocera eleonorae
Speocera eleonorae is een spinnensoort uit de familie Ochyroceratidae. De soort komt voor in Brazilië.